# .pg
.pg는 파푸아뉴기니의 인터넷 국가 코드 최상위 도메인이다.
등록은 2차 도메인 이름인 .com.pg, .net.pg, .ac.pg, .gov.pg, .mil.pg 및 .org.pg 아래에서 이루어진다.
분쟁 해결 정책은 2000년 UDRP 제도 이전의 네트워크 솔루션스의 정책과 유사하다. 상표 소유자는 도메인 등록에 이의를 제기할 수 있으며, 이로 인해 등록자가 상표권을 입증하거나 등록 기관을 배상하기 위해 보증금을 납부하거나 법원에서 유리한 판결을 받지 않는 한 도메인이 보류된다.
2013년 5월 10일, 파푸아뉴기니의 ISO 3166-1 코드가 ccTLD에 사용되는 PG를 반영하도록 변경되었다.